# Sami o sobie
Sami o sobie – nadawany w latach 1997–2003 magazyn telewizyjny TVP3 Białystok o białoruskiej, litewskiej, rosyjskiej i ukraińskiej mniejszości narodowej, tatarskiej i romskiej mniejszości etnicznej oraz  o Polakach z Białorusi, Estonii, Litwy, Łotwy, Rosji i Ukrainy

## Historia programu
Argumentem używanym w dyskusji na temat lokalizacji w Białymstoku oddzielnego terenowego oddziału TVP było zamieszkiwanie w ówczesnych województwach białostockim i suwalskim znacznej liczby przedstawicieli mniejszości narodowych. W momencie powołania oddziału pojawił się spór odnośnie do stworzenia w nim audycji białoruskich, o które intensywnie zabiegał Związek Białoruski w RP. Zabiegi torpedowane były początkowo przez ówczesnego dyrektora oddziału Kazimierza Puciłowskiego, który w trakcie jednej z konferencji prasowych powiedział nawet, że „żadnych audycji białoruskich w Białymstoku nie będzie, a jeśli Białorusini chcą je oglądać, mogą sobie włączyć kanał z Mińska”.
Ostatecznie, po kilkumiesięcznych dyskusjach, w marcu 1997 na antenie OTVP Białystok pojawiło się pierwsze wydanie magazynu poświęconego ogółowi mniejszości narodowych. Trwający 30 minut program składał się z części w językach białoruskim, litewskim, ukraińskim, rosyjskim oraz redagowanych w języku polskim felietonów dotyczących mniejszości romskiej, tatarskiej, niemieckiej oraz społeczności polskiej zamieszkałej na Wschodzie.
W pracach nad programem uczestniczyła powołana przez dyrekcję OTVP Białystok rada konsultacyjna, w której zasiadali przedstawiciele stowarzyszeń mniejszości narodowych. Materiały od początku tworzyli również dziennikarze należący do poszczególnych społeczności, którym przydzielono miejsce w programie. Po dwóch latach emisji czas trwania audycji wydłużono do czterdziestu minut.
Do września 2002 poszczególne części ukazywały się w jednym bloku w niedzielę między godziną 8:00 a 8:40, jednak w wyniku zmian zachodzących w TVP3 (m.in. wprowadzono cogodzinny „Kurier”), zmienił się czas emisji poszczególnych części. Część białoruską w dalszym ciągu można było oglądać o 8:00, po niej na przemian pojawiały się części rosyjska, tatarska i romska, natomiast część ukraińska ukazywała się o 8:45, tuż po „Kurierze”, a litewska – w poniedziałki o 17:50.
Przez długi czas program emitowany był w paśmie wspólnym TVP2 i TVP3, dzięki czemu mógł dotrzeć do szerszego koła widzów. Od 2002 audycja (z wyjątkiem części litewskiej) była emitowana już wyłącznie przez TVP3, co oznaczało, że mogli ją oglądać jedynie widzowie mieszkający w zasięgu ok. 70 km od Białegostoku. Program nie docierał już ani w okolice Siemiatycz, ani na Mazury, gdzie mieszka kilkudziesięciotysięczna społeczność ukraińska.
Badania oglądalności programów  TVP3 Białystok  w ciągu ostatnich czterech miesięcy 2002 roku (zrealizowane przez Ośrodek Badania Opinii Publicznej) pokazały,  że po prognozie pogody, lokalnym programie informacyjnym „Obiektyw” oraz programach emitowanych przed „Obiektywem” lub tuż po nim największą popularnością cieszyły się magazyn prawosławny „U źródeł wiary”  oraz właśnie audycja „Sami o sobie”.
Spośród poszczególnych części audycji we wrześniu 2002 widzowie najchętniej oglądali część ukraińską (43 300 osób), dalej były części – białoruska (38 900 osób) i litewska (35 000 osób). W październiku listopadzie, w związku ze zmianami w czasie emisji poszczególnych części, oglądalność znacznie spadła. Program ukraiński oglądało wówczas 32 600 (w październiku) i 27 400 osób (w listopadzie). Natomiast w grudniu dane wyraźnie się poprawiły. W następnym miesiącu część białoruską oglądało 53 300 osób, ukraińską 52 600 osób i litewską – 37 500 osób. Podobną oglądalność miał wówczas wieczorny „Obiektyw” (51 900 osób w dzień powszedni, 53 300 – w niedzielę).
Ponieważ program „Sami o sobie” przestał stanowić spójną całość, dyrektor Ośrodka Telewizyjnego w Białymstoku Jacek Popiołek podjął decyzję o utworzeniu siedmiu oddzielnych audycji adresowanych do przedstawicieli poszczególnych mniejszości.

## Nagrody
Na I Międzynarodowym Festiwalu Telewizyjnym Filmów i Programów Etnicznych „At home” – „U siebie” zorganizowanym w dniach 9 i 12 października 1997 w Krakowie i Przemyślu przez krakowski ośrodek TVP oraz Europejskie Stowarzyszenie Nadawców Programów Etnicznych (European Ethnic Broadcasting Association, EEBA) program zdobył I nagrodę pokonując programy z Wielkiej Brytanii, Macedonii, Niemiec, Bułgarii i Słowacji. Zdobytą nagrodę pieniężną (2 500 marek niemieckich) przeznaczono na zakup  4 telewizorów – 3 dla szkół mniejszości narodowych z białoruskim, ukraińskim i litewskim językiem nauczania w Polsce, i 1 dla szkoły polskiej na Białorusi.